# Pontederiaceae
Pontederiaceae — родина квіткових рослин. Система APG IV 2016 року (без змін у порівнянні з системою APG III 2009 року, системою APG II 2003 року та системою APG 1998 року) поміщає родину до порядку Commelinales, до клади коммелінід, до однодольних. Це невелика родина водних рослин, що зустрічаються в тропічних і субтропічних водах. Чарльза Дарвіна зацікавила спеціалізована форма різностовпчиковості, яка зустрічається в родині, знана як тристилія. Не всі види різностовпчикові. Родина містить два роди з приблизно 40 відомими видами.
У цій родині є два роди:
- Heteranthera Ruiz & Pav. (включаючи Eurystemon, Hydrothrix, Scholleropsis, Zosterella)
- Pontederia L. (включаючи Eichhornia, Monochoria, Reussia)